# Amanda Viger
Marie-Louise-Amanda Viger, som nunna Saint-Jean-de-Goto, född 27 juli 1845 i Boucherville, Montérégie, Kanada, död 8 maj 1906 i Arthabaska, Quebec, var en kanadensisk apotekare och nunna i kongregationen Religieuses Hospitalières de Saint-Joseph (RHSJ). Hon var grundare av och generaldirektör för sjukhuset Hôtel-Dieu Saint-Joseph de Tracadie, och en framträdande ledare inom RHSJ.

## Biografi
Viger föddes 1845 i Boucherville i Kanada. Hennes föräldrar hette Bonaventure Viger och Eudoxie Trudel. Fadern Bonaventure Viger hade varit en ledande gestalt under upproret i nedre Kanada 1837-1838, och var en övertygad patriot. På grund av hennes föräldrars förmögenhet kunde kon studera vidare, vid en internatskola som drevs av kongregationen Notre-Dame i Boucherville. 8 september 1860 anslöt hon sig som novis till kongregationen Religieuses Hospitalières de Saint-Joseph (RHSJ), där hon avlade sitt löfte 2 februari 1863. Hon antog då namnet syster Saint-Jean-de-Goto, ett namn som biskopen Ignace Bourget hade valt åt henne. I ordendispensären fick hon lära sig att förbereda och hantera läkemedel.
Vid 23 års ålder flyttade Saint-Jean-de-Goto tillsammans med fem andra systrar till Tracadie, där ett utbrott av lepra just hade inträffat. Trots att många, däribland hennes far, på grund av sjukdomens svåra natur försökte förhindra henne, var hon övertygad om att det var hennes plikt att hänge sig åt leprasjuka i Tracadie. Vid sin ankomst 29 september 1868 instiftade Saint-Jean-de-Goto ett litet apotek, som skulle förse såväl de leprasjuka på hospitalet som sjuka i Tracadie och byarna omkring med läkemedel. Hon hängav sig också, förgäves, åt att försöka hitta ett läkemedel mot lepra. Dessutom öppnade hon 9 september 1873 en liten skola, som efter 15 dagar hade fått 50 elever.
Vid 30 års ålder valdes hon 1875 till högsta religiösa ledare för systrarna i Tracadie. Hon började arbeta för att inrätta ett sjukhus, även för de som inte hade lepra, ett projekt som på grund av bristande resurser skulle komma att dröja 20 år. Hospitalet i Tracadie uppgick i den federala regeringens administration 1878, och syster Saint-Jean-de-Goto bistod chefsläkaren Alfred Corbett Smith med expertkunskap om sjukdomen, liksom om administration av själva sjukhuset. Den rapport som detta resulterade i, författad av Taché, ledde till att den federala regeringen 8 april 1896 öppnade ett hospital byggt i sten.
Därmed började syster Saint-Jean-de-Goto arbeta för ett sjukhus och ett barnhem. Hon lyckades samla de finansiella medle som krävdes, och öppnade ett kombinerat sjukhus och barnhem 1898. 1899 hade hon lett den religiösa kongregationen i Tracadie i fem omgångar, hade varit novisernas ledare i 16 år och apotekare i 28 år. Hon var den enda som hade stannat så länge i gemenskapen i Tracadie – totalt 34 år – vilket innebär att hon lämnade ett omfattande avtryck på kongregationen i Tracadie. Eftersom hon hade verkat som sekreterare till kongregationen i Boucherville under tiden i Tracadie finns det en omfattande mängd brev skrivna av syster Saint-Jean-de-Goto.
1902 utsågs syster Saint-Jean-de-Goto till den högsta ledaren i kongregationen Hôtel-Dieu i Arthabaskaville (Arthabaska), som hade grundats 1884. Trots att hon vid det tillfället hade cancer, och att församlingen hade ont om pengar, lyckades hon se till att ett femvåningshus färdigställdes 1903 för församlingen.